# Gal·la Placídia (Pahissa)
|  | Per a altres significats, vegeu «Gal·la Placídia (desambiguació)». |

Gal·la Placídia és un drama líric escrit per Jaume Pahissa, i estrenat al Gran Teatre del Liceu de Barcelona el 15 de gener del 1913. Està basat en la tragèdia Gal·la Placídia escrita pel poeta i dramaturg català Àngel Guimerà, estrenada al seu torn al teatre Novetats de Barcelona l'any 1879.

## Context
Jaume Pahissa escriu l'òpera dins el context noucentista que es viu a Catalunya des de principis del segle xx. Amb la consolidació del sinfonisme, es comencen a escriure obres que situen a alguns compositors catalans al nivell d'Europa, i Jaume Pahissa, deixeble d'Enric Morera, es converteix, malgrat les seves escasses produccions, en un dels més importants d'aquesta fornada. A més, es consolida també com a compositor d'èxit en el camp del teatre, reafirmant-se en els dos gèneres més ambiciosos del moment. Pahissa escriu fent ús de la intertonalitat, un sistema de composició musical avantguardista a l'època, en la qual la dissonància és el centre.
Tres anys abans de l'estrena de Gal·la Placídia, Pahissa ja escriu una altra obra basada en un text de referència literària important, com és Canigó (amb text de Jacint Verdaguer i estrenada a Figueres l'any 1910), amb el qual comença a portar a terme un dels seus objectius principals: conrear el gènere operístic de caràcter internacional. Amb aquest objectiu, Pahissa s'allunya i discrepa notablement d'altres compositors contemporanis.

Amb el text de Gal·la Placídia, una història mítica i antiga, tot i que no històricament certa, ja que conté molta part de fantasia, Pahissa troba l'argument i el material perfecte per a posar música a una obra escènica: sentiments, passions, etc, i li sembla que encaixa perfectament amb l'ideari wagnerià, postura amb la qual s'apropa a la moda indiscutible del moment de fer la música a l'estil de Wagner.

| « | Vaig posar-me a compondre la meva obra sota l'ineludible influència de les de Wagner. Eren per a mi model i ideal. No és d'estranyar que tota la meva voluntat fos d'escriure un drama líric en la forma dels wagnerians[3] | » |
Tot i que ell no es va reconèixer mai del tot wagnerià, en aquests anys accepta aquesta vessant per vincular-se a l'estil del moment i acostar-se als temes que es programen i tenen èxit en el context de la Barcelona dels anys 20.

## L'obra

### Argument
Es tracta d'una tragèdia en tres actes, centrada en dos personatges històrics principals: Ataülf, rei got, i Gal·la Placídia, filla de l'emperador romà Teodosi. L'acció transcorre a la Barcelona de l'any 416, quan Verneulf, un guerrer de la cort goda, és condemnat a mort per agredir a la reina Gal·la Placídia, casada amb Ataülf. Quan Verneulf li explica a la reina que ell la va salvar de morir el dia que va caure presonera i que des de llavors n'està enamorat, aconsegueix l'indult i junts planegen venjar-se d'Ataülf, escapar-se i tornar a Roma. Durant l'escapada, Verneulf mata Ataülf a traïció, però els dos enamorats acaben morint en mans dels guerrers fidels al rei.

### Estrena
L'estrena absoluta de l'obra de Pahissa es va fer el 15 de gener de l'any 1913 al Gran Teatre del Liceu. Es va estrenar en italià, ja que era la llengua en què es solien cantar totes les òperes en aquella època. En aquell moment, la programació del Liceu, i que va conviure amb l'estrena de l'obra eren òperes com Pagliacci, El Barber de Sevilla, Romeu i Julieta, Aida, Rigoletto, etc. És a dir, el gran repertori operístic, i això explica per què el públic s'hi va acabar interessant poc. En total, es van fer cinc representacions de Gal·la Placídia, el dia 16, 19, 25 i 26 de gener, durant la darrera sessió de la temporada d'hivern. Després no es va tornar a representar a Barcelona fins a l'any 1933 (aquesta vegada en català).
Alguns dels cantants de l'estrena, com Conrad Giralt, Vicenç Gallofré, Antoni Cortis i Ramon Ballesté, van ser els mateixos intèrprets que van cantar l'any 1933.

### Crítica
L'obra va ser considerada pels crítics com a molt personal i inaudita, d'audició exigent i d'evident mestria orquestradora. En ser una peça trencadora, no van faltar els crítics tant aduladors com detractors de l'obra, heus aquí alguns exemples:
| « | Gal·la Placídia es una òpera cuya música no se parece a nada de lo que hemos oído. Nada de autores italianos, nada de Strauss, nada de Wagner. Se trata de una obra puramente personal, en la que el maestro Pahissa ha puesto toda su imaginación calurosa | » |

| « | El estreno de la última producción del maestro barcelonés Jaime Pahissa ha sido para éste un verdadero éxito […] Pahissa es joven y sin embargo ocupa ya entre nuestros músicos un puesto preminente que supo conquistarse hace años con La presó de Lleida y más recientemente con Canigó. | » |

| « | […] Creemos que el maestro Pahissa comienza a equivocarse, comienza a exagerar [...]. No nos asusta el chillido del metal ni nos asustan las gallardías straussianas; de lo que no dolemos es de que sean zarandeadas sin motivo [...] | » |

### Actualitat
Actualment, la partitura original de l'obra, mai editada, es troba a l'arxiu Pahissa de Buenos Aires (lloc on va morir l'autor), esperant ser traslladada a l'arxiu de la Biblioteca de Catalunya.